# تنگوار

اولین فصل از اعلامیه جهانی حقوق بشر که به خط تنگوار نوشته شده است

تنگوار (به الفبای لاتین: Tengwar) یک خط تصنعی است که توسط تالکین اختراع شد. در آثار او آمده که این خط توسط فئانور اختراع شد و برای نوشتن زبان‌های مختلف در سرزمین میانی به کار برده می‌شد. به هر حال می‌توان برای نوشتن زبان‌های دیگر نیز از این خط استفاده کرد اکثر مثال‌های خود تالکین هم به زبان انگلیسی است.